# Ludwig Wilhelm Löhlein
Ludwig Wilhelm Löhlein (* 17. März 1837 in Gernsbach; † 16. April 1892 in Karlsruhe) war Großherzoglich Badischer Regierungsrat, Gefängnisdirektor und Offizier sowie Schriftsteller.

## Leben
Löhlein wurde als Sohn des Gernsbacher Bürgermeisters, Friedrich Löhlein, geboren. Seine Ausbildung erhielt er hauptsächlich in Heidelberg, wo er zunächst das Lyzeum und dann die Universität besuchte. In Heidelberg und später in Freiburg studierte Löhlein Medizin. Während des Krimkrieges schloss sich Löhlein den Fremdenlegionären der englischen Armee an. Nach seiner Rückkehr trat er in das Jägerbataillon der Badischen Armee ein, wurde dort 1859 Leutnant und nach dem Deutschen Krieg von 1866 Oberleutnant. Zu Beginn des Deutsch-Französischen Kriegs übernahm er das Kommando über die 1. Kompanie des 1. Leibgrenadier-Regiments und war mit seiner Truppe an der Belagerung von Straßburg beteiligt. Am 18. Dezember 1870 wurde Löhlein im Gefecht bei Nuits verwundet und geriet danach in einem Krankenhaus bei Dijon in französische Gefangenschaft. Er floh über die Schweiz aus der Gefangenschaft und erholte sich von seiner Verletzung bei einer Kur in Baden-Baden.
Ausgezeichnet mit dem Eisernen Kreuz II. Klasse und dem Ritterkreuz des Militär-Karl-Friedrich-Verdienstordens wurde Löhlein nach dem Krieg mit dem Regiment in den Verbund der Preußischen Armee übernommen. Aus gesundheitlichen Gründen nahm er 1873 als Hauptmann mit der gesetzlichen Pension und der Berechtigung zum Tragen der Regimentsuniform seinen Abschied vom Militär. Er betätigte sich als Militärschriftsteller und Journalist. Sein Hauptwerk ist die Schrift über den Feldzug des Korps von General August von Werder. Löhlein verfasste auch eine Reihe von Beiträgen für die beiden ersten Bände der Badischen Biographien. Er war tätig bei der Gründung des Badisches Militär-Vereinsblatt. Organ des Badischen Militärvereins – Verbandes und den Blätter des Badischen Frauenvereins vom Roten Kreuz.
Alsbald trat Löhlein in den badischen Staatsdienst ein und zwar in die Verwaltung des Männerzuchthauses, in dessen Außenstelle im Schloss Kislau er nach der Einarbeitung die Leitung übernahm. 1878 übernahm er das Landesgefängnis und die Weiberstrafanstalt Bruchsal. 1881 wurde er auch formal zum Direktor dieser Einrichtungen ernannt. Löhlein wirkte überdies im Stadtrat von Bruchsal. Aus gesundheitlichen Gründen bat er 1889 um die Versetzung in den Ruhestand, was ihm mit der Beförderung zum Regierungsrat gewährt wurde. Daraufhin übersiedelte er von Bruchsal nach Karlsruhe, wo er wieder schriftstellerisch tätig war.
Ludwig Wilhelm Löhlein war verheiratet mit Emilie Löhlein (1848–1920). Aus der Ehe gingen vier Kinder hervor: die älteste Tochter war Luise Karoline (* 1869), der älteste Sohn der spätere Vizeadmiral Heinrich Löhlein (1871–1960). Die zweite Tochter hieß Emilie Therese (* 1872) und der jüngste Sohn war Gustav Friedrich (* 1874).

## Schriften
- Feldzug 1870–71. Die Operationen des Korps des Generals von Werder nach den Akten des General-Kommandos dargestellt von Ludwig Löhlein. E.S. Mittler & Sohn, 1874. Google-Digitalisat
- Ein Festspiel zum Nuitstage von Ludwig Capitano. Macklot, 1891.
- Neue badische Hymne zum 40 jährigen Regierungs-Jubiläum … des Großherzogs Friedrich von Baden. Macklot, 1898.